# Как да си дресираш дракон (филм, 2025)
„Как да си дресираш дракон“ (на английски: How to Train Your Dragon) е американски фентъзи филм от 2025 г. на режисьора Дийн Деблоа. Той е игрална адаптация на едноименния анимационен филм от 2010 г., произведен от „Дриймуъркс Анимейшън“, който е базиран на едноименния роман, написан от Кресида Кауъл през 2003 г. Във филма участват Мейсън Теймс, Нико Паркър, Нико Фрост, Джулиън Денисън, Гейбриъл Хауъл, Браунин Джеймс, Хари Тревалдин, Рут Код, Питър Серафинович и Мъри Маккартър, а Джерард Бътлър се завръща с ролята си на Стойк Грамадански в анимационните филми. Това е първият игрален филм от Дриймуъркс Анимейшън, както и първата продукция, който е римейк.
Плановете за игралния римейк на „Как да си дресираш дракон“ са обявени през февруари 2023 г., докато Деблоа се завръща като режисьор, след като преди това е работил по анимационната трилогия, а Джон Пауъл, който също работеше по оригиналната трилогия, се завръща да композира музиката за филма. Теймс и Паркър се присъединиха към състава през май 2023 г., а допълнителния актьорски състав е разкрит през януари 2024 г. Снимките започват през този месец в Белфаст, Северна Ирландия, и приключват през май.
Премиерата на филма се състои в СинемаКон на 2 април 2025 г., и излиза по кината в Съединените щати на 13 юни 2025 г. в разпространение от „Юнивърсъл Пикчърс“, както и в България в разпространение от „Форум Филм България“. Продължението е насрочено да излезе на 11 юни 2027 г.

## Актьорски състав
- Мейсън Теймс – Хълцук[8]
- Джерард Бътлър – Стоик Грамадански[9][10]
- Нико Паркър – Астрид[8]
- Ник Фрост – Храчко[11]
- Джулиън Денисън – Рибоног, най-добрият приятел на Хълцук.[12]
- Гейбриъл Хауъл – Сополак, враг на Хълцук.[12]
- Браунин Джеймс – Вироглава, сестра-близначка на Въртоглав.[12]
- Хари Тревалдин – Въртоглав, брат-близнак на Въртоглав.[12]
- Рут Код – Фегма, член на Викингското село.[13]
- Петър Серафинович – башата на Сополак
- Рут Код – Флегма